# Birgit Hein
Birgit Hein (* 6. August 1942 in Berlin; † 23. Februar 2023 ebenda) war eine deutsche Filmemacherin, Filmwissenschaftlerin, Performancekünstlerin und Hochschullehrerin. Mit ihren strukturellen Filmen (seit 1966), Performances, dokumentarischen Filmessays und filmwissenschaftlichen Veröffentlichungen gilt sie als eine der entscheidenden Wegbereiterinnen des deutschen Underground- und Experimentalfilms.

## Leben
Die Tochter des Diplom-Ingenieurs Helmut Michelis und seiner Ehefrau Erika, geborene Bücher machte 1962 das Abitur in Duisburg. Hein studierte Anfang der 1960er-Jahre Kunstgeschichte und Theaterwissenschaften an der Universität zu Köln. 1964 heiratete sie Wilhelm Hein, drehte mit ihm von 1966 bis 1988 Filme und veranstaltete Performances. Sie war mit zwei Filmarbeiten, zusammen mit Wilhelm Hein, Teilnehmerin der Documenta 5 in Kassel im Jahr 1972 in der Abteilung Filmschau: New European Cinema und auch auf der Documenta 6 im Jahr 1977 als Künstlerin vertreten. Ihre gemeinsamen Arbeiten wurden in verschiedenen Retrospektiven präsentiert, z. B. im Anthology Archives, New York (1974), im Filmmuseum Frankfurt (1985) sowie in Köln (1988) und in Kopenhagen (1989). In den 1970er-Jahren Organisation und Kuratierung mehrerer Ausstellungen zum Experimentalfilm, z. B. Kunst bleibt Kunst (Köln 1974), Film als Film (Köln, Berlin, Essen, Stuttgart 1977) und Film as Film (London 1979). Tournee für das Goethe-Institut nach Pakistan, Bangladesch und Indien (1987) und Teilnahme am Internationalen Experimentalfilmkongress Toronto (1989).
1968 war sie in Köln Mitbegründerin von XScreen für Veranstaltungen der Subkultur und Programmarbeit für diverse Kinos. In den 1970er-Jahren folgten Lehraufträge für Filmkunst an verschiedenen Hochschulen (u. a. an den Kölner Werkschulen). Ab 1990 war Birgit Hein Professorin an der Hochschule für Bildende Künste Braunschweig (HBK Braunschweig); ihre Emeritierung erfolgte 2007.
Viele Premieren ihrer Filme erfolgten beim Forum des Jungen Films, bei den Internationalen Filmfestspielen Berlin (1986, 1992, 1995) sowie Fernsehausstrahlungen (z. B. Baby, I Will Make You Sweat, 1997) und Erwerbungen von Filmsammlungen (z. B. Musée d’Art Moderne – Centre Georges-Pompidou, 1999). Zahlreiche Retrospektiven wurden ihrem Werk gewidmet, z. B. in Montreal 2000, Rotterdam 2000, Madrid 2002 und im Arsenal Berlin 2003.
Ab 2007 war sie Mitglied der Akademie der Künste Berlin, ab 2012 stellvertretende Direktorin der Sektion Bildende Kunst. Nach Ausschöpfung der satzungsgemäß zweimalig möglichen Wiederwahl für je drei Jahre schied sie 2021 aus dem Amt und wurde von Arnold Dreyblatt abgelöst.

## Filmografie
- 1968: Rohfilm, 16 mm, 20 Min
- 1969: 625, 16 mm, 34 Min
- 1974: Strukturelle Studien, 16 mm, 37 Min
- 1978–82: Superman und Wonderwoman, Filmperformance
- 1982: Love Stinks – Bilder des täglichen Wahnsinns, 16 mm, 82 Min
- 1986: Verbotene Bilder, 16 mm, 87 Min
- 1987–88: Die Kali-Filme, 16 mm, 70 Min
- 1991: Die unheimlichen Frauen, 16 mm, 63 Min
- 1994: Baby, I Will Make You Sweat, 16 mm, 63 Min
- 1997: Eintagsfliegen, Video, 24 Min
- 2000: La Moderna Poesia, 16 mm, 67 Min
- 2006: Kriegsbilder, Video, 10 Min
- 2013: Abstrakter Film, Video, 10 Min